# 阿里郎节
大型群众体操和艺术表演阿里郎 ，又称阿里郎团体操或阿里郎节 ，是在朝鲜首都平壤綾羅島5月1日競技場举行的群众体操和艺术节。表演通常在八月或九月举行。阿里郎团体操2002年至2013年间每年举行一次（除2006年）。时隔五年后，团体操于2018年更名“光辉的祖国”后恢复演出。
据俄通社-塔斯社称，“阿里郎节是一个体操艺术节。这场盛会展开了一个史诗般的故事，讲述了东方的阿里郎国，一个和平的晨曦之国，如何结束了苦难的历史，并伴随着“阿里郎”的旋律崛起为一个强盛大国。阿里郎节已被列入吉尼斯世界纪录。”

## 历史

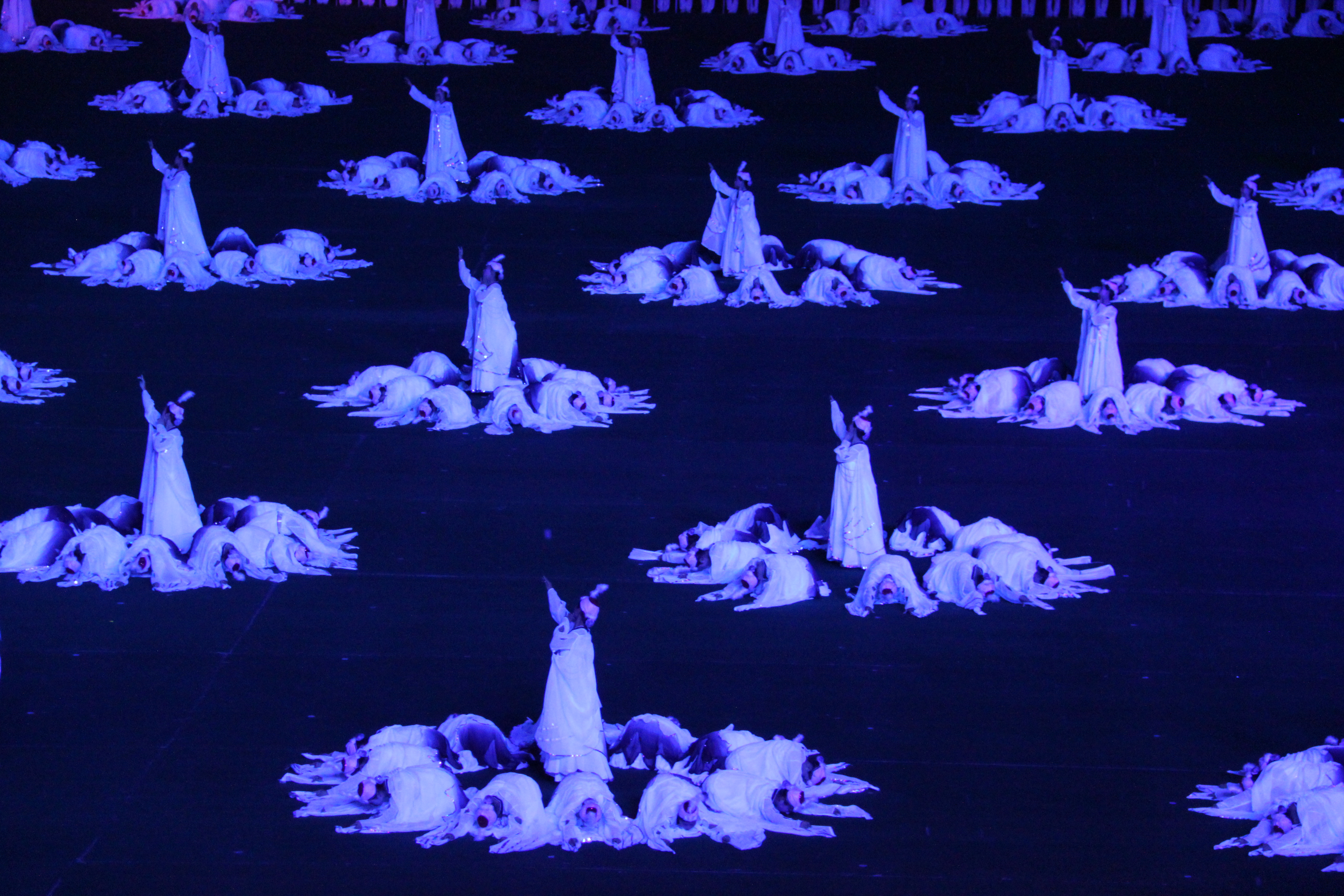
2012年阿里郎节的场景

该表演以“阿里郎”命名——阿里郎是一个朝鲜半岛民间故事，讲述一对年轻夫妇被邪恶的地主撕裂，此处意指朝鲜半岛分裂。
该演出于2002年至2013年间每年皆有举办（除2006年）。2007年，卢武铉成为第一位在2007年朝韩首脑会议期间观摩团体操的韩国总统。2014年、2015年、2016年和2017年则无举办。近年来，外国游客被允许观看该表演。
中断五年后，团体操在2018年9月9日至9月30日回归。新演出名为《光辉的祖国》（빛나는 조국）。 9月19日，韩国总统文在寅与最高领导人金正恩一同出席，并向现场的十五万人发表讲话。
2019年演出的版本名为“人民的国家”（인민의 나라）。
另一场大型团体操原定于2020年8月15日开始，每周举行一次，直到10月10日。这场目前未具名的演出的日期旨在与解放75周年纪念日和建党75周年纪念日相吻合。2020年版最终于10月11日至10月31日举行，题为“伟大的向导”（  ）。虽然2019冠状病毒病疫情没有影响演出，但国境已经不再向外国游客开放。
2021年未有举办团体演出。

## 图像
团体操的意识形态色彩浓郁，表演阐述了朝鲜的历史和政治，演出的重点放在朝鲜劳动党、朝鲜人民军、金日成和金正日身上。

## 参与者

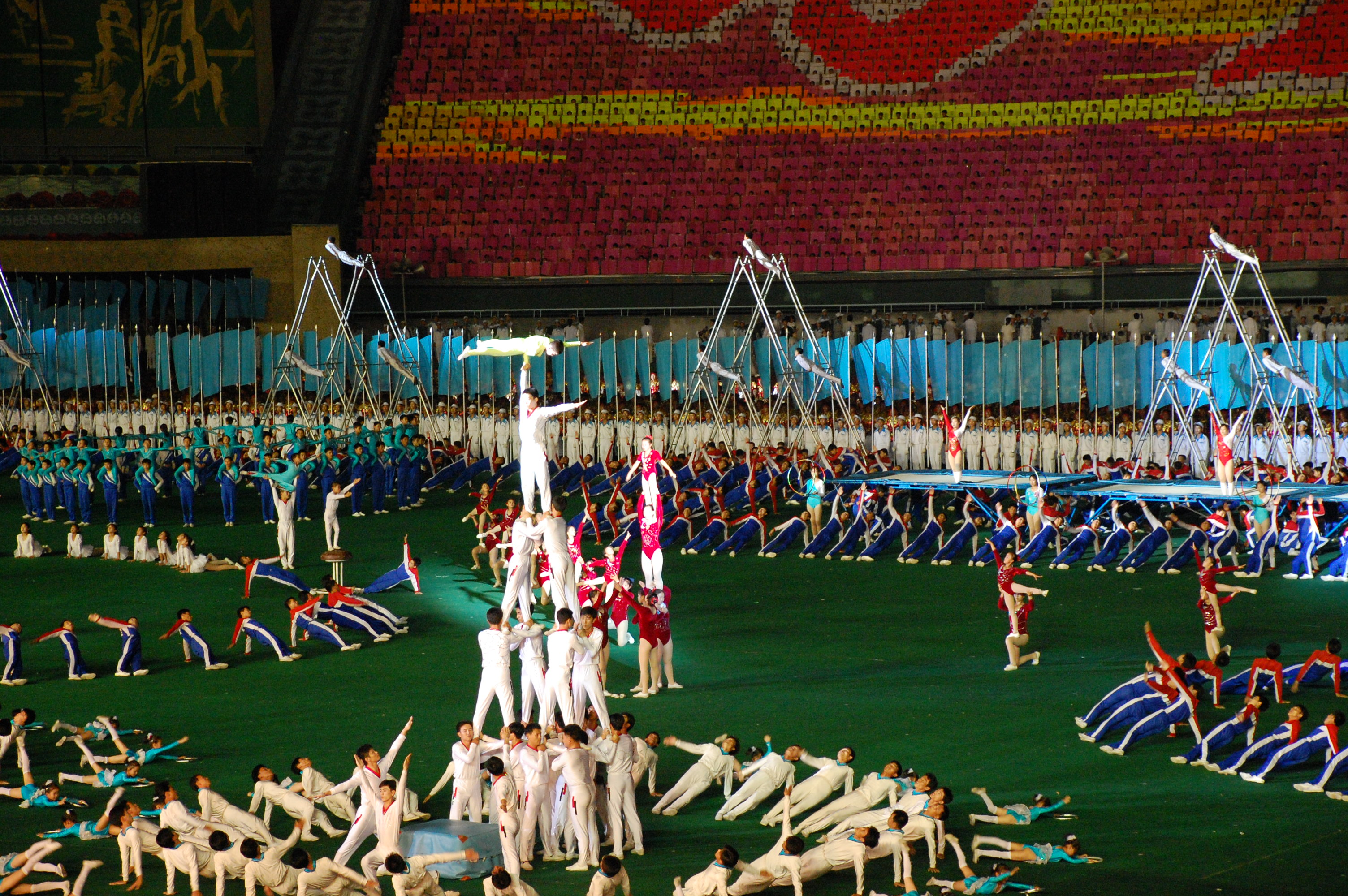
2007年阿里郎节

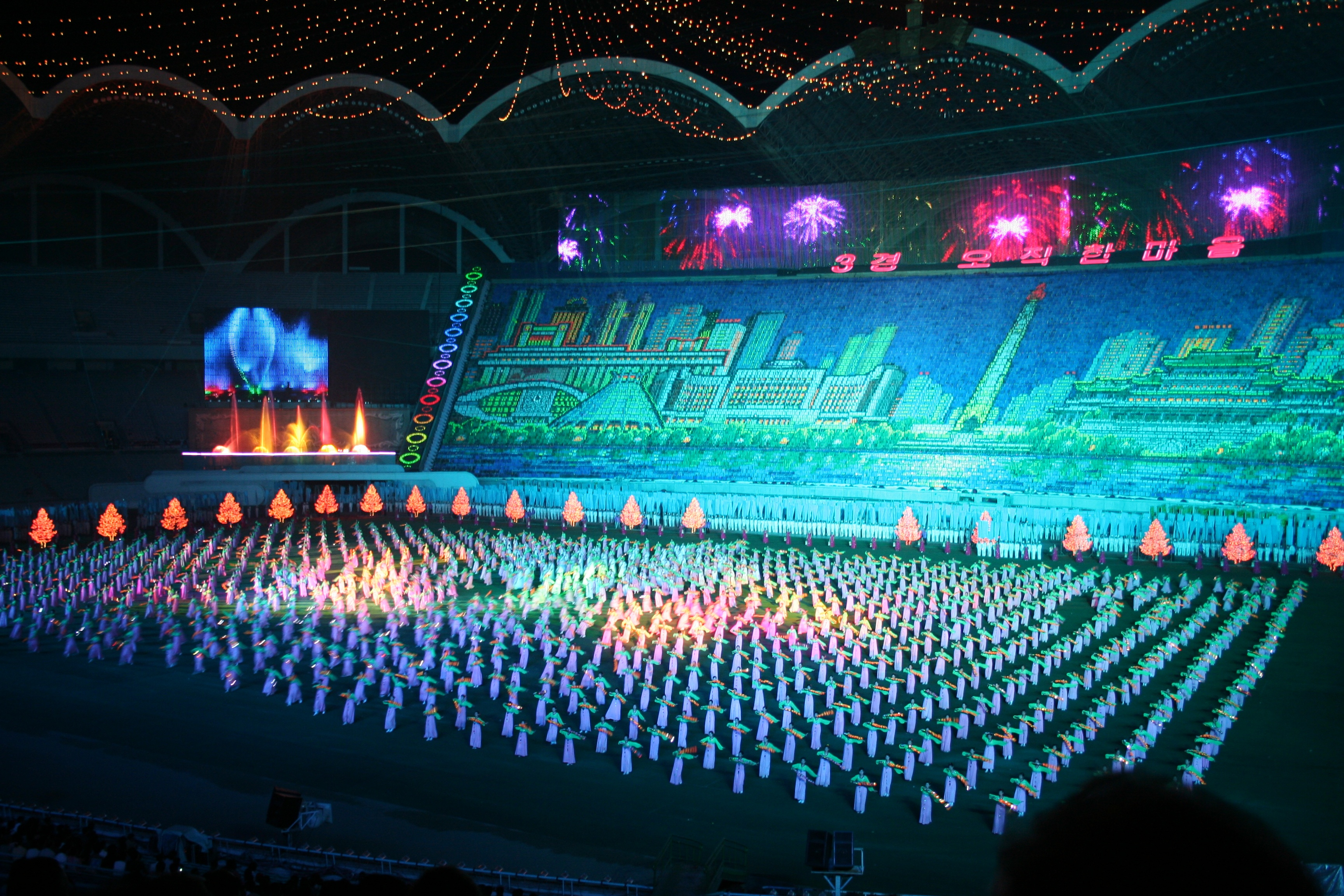
2011年阿里郎节

从五岁起，根据技能水平挑选公民，一般情况下，他们将为为阿里郎节服务多年直至退休。以下是表演开始前出现的八个平壤行政区划翻版：
- 서성 西城（红黄）
- 평천 平川（绿白）
- 대동강 大同江（蓝黄）
- 모란봉 牡丹峰（红白）
- 보통강 普通江（蓝白）
- 만경대 万景台（红白）
- 대성 大城（蓝白）
- 락랑 乐浪（红黄）

## 活动

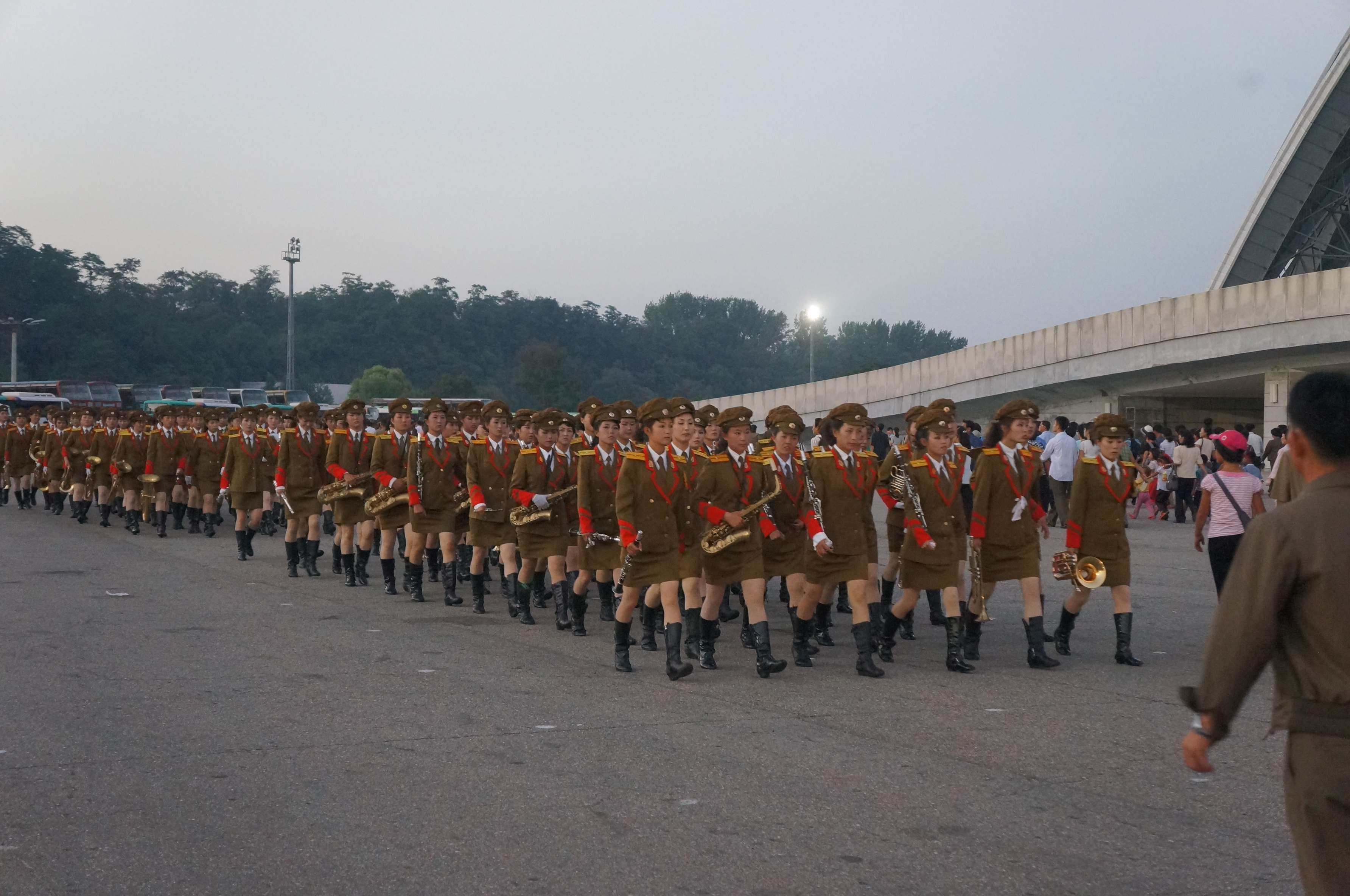
朝鲜人民军军乐队在2013年8月的音乐节上

为期两个月的节日的开幕活动是群众演出，以由三万多名训练有素、纪律严明的学童创作的巨大马赛克图片而闻名，每个人都拿着彩色卡片，伴随着由数以万计的体操运动员和舞者表演的复杂且高度编排的团体套路，展示着他们的翻板組字技艺。

## 世界纪录
2007年8月，阿里郎群众运动会在平壤五一体育场被吉尼斯世界纪录认定为规模最大的体操表演，共有100,090人参加。

## 延伸阅读
- Burnett, Lisa. . Asian Music. 2013, 44 (1): 3–32. ISSN 1553-5630. S2CID 191491691. doi:10.1353/amu.2013.0010.
- . The People's Korea. 13 July 2002  [22 October 2018]. （原始内容存档于12 August 2003）.
- Kim Jong-il.  (PDF). Pyongyang: Foreign Languages Publishing House. August 15, 2002  [15 May 2017]. （原始内容 (PDF)存档于25 September 2016）.
- Song Mo Kim; Song Il Thak; Chol Man Kim. . Pyongyang: Foreign Languages Publishing House. 2002. OCLC 499981837. （原始内容存档于2017-08-12）.